# Departamento de Tocopilla
El Departamento de Tocopilla se ubicó en la Provincia de Antofagasta, cuya comuna cabecera departamental fue la ciudad de Tocopilla.

## Fundación
Entre los departamentos de Iquique y de El Loa, se encontró el Departamento de Tocopilla, creado a partir de la conjunción de las comunas de Tocopilla, El Toco y hasta 1927 Cobija, generando una sola agrupación municipal como también un departamento electoral. Este proceso se realizó mediante el Decreto N° 8.583 del 30 de diciembre de 1927.

## Subdelegaciones
| Municipalidad | Subdelegaciones |
| ------------- | --------------- |
| Tocopilla     | 1a, Tocopilla   |
| Tocopilla     | 2a, Gatico      |
| El Toco       | 3a, Toco        |